# 石川警察署 (福島県)
石川警察署（いしかわけいさつしょ）は、福島県警察が管轄する警察署の一つである。

## 所在地
- 福島県石川郡石川町字長久保185番地2

## 管轄区域
- 石川郡石川町、浅川町、古殿町、玉川村、平田村(福島空港敷地内を除く)

## 沿革
出典：
- 明治8年 須賀川警察石川分署として発足
- 明治20年 石川警察署に昇格
- 昭和29年 警察法改正、福島県警察が発足し、福島県石川警察署になる。
- 平成2年 石川郡石川町長久保に移転

## 交番
なし

## 駐在所

### 石川町
- 沢田駐在所 - 石川郡石川町大字沢井字西ノ作89-8
- 山橋駐在所 - 石川郡石川町大字山形字笹目田59-1

### 浅川町
- 浅川駐在所 - 石川郡浅川町大字浅川字背戸谷地112-33

### 古殿町
- 古殿駐在所 - 石川郡古殿町大字松川字桑原177-1

### 玉川村
- 玉川駐在所 - 石川郡玉川村大字中字高畔14-2

### 平田村
- 平田駐在所 - 石川郡平田村大字永田字切田185-2